# 雄橋

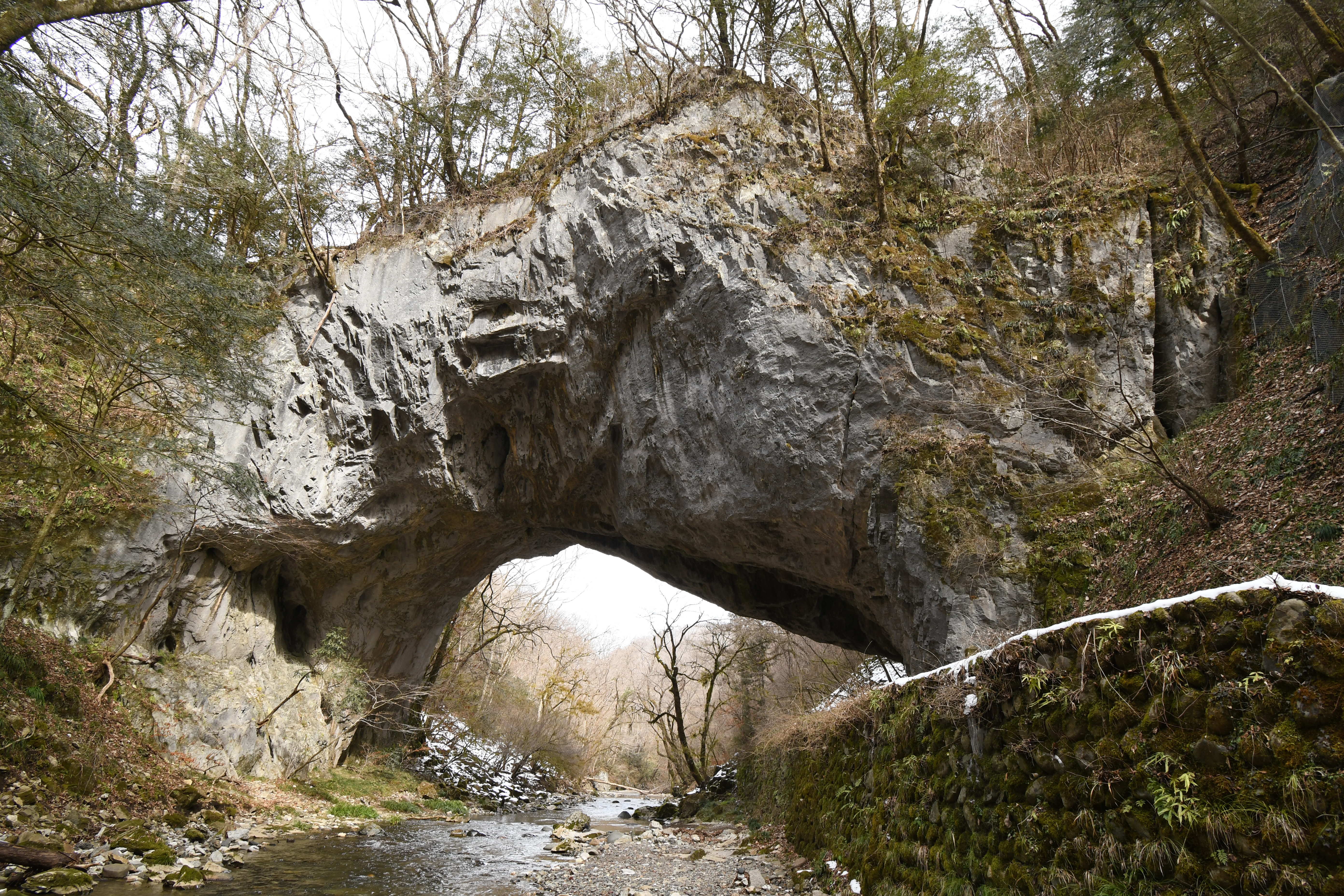
雄橋 下流側

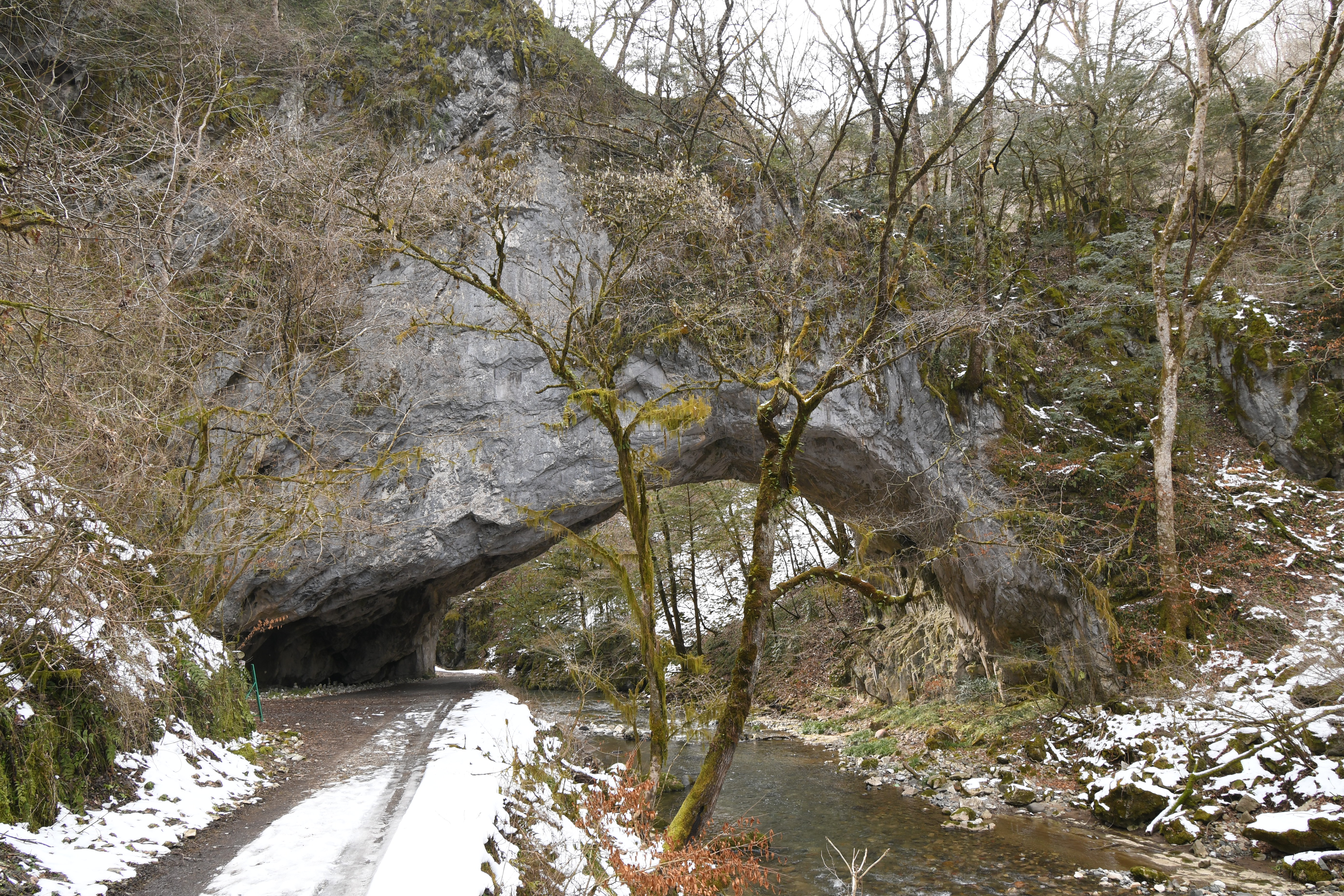
上流側

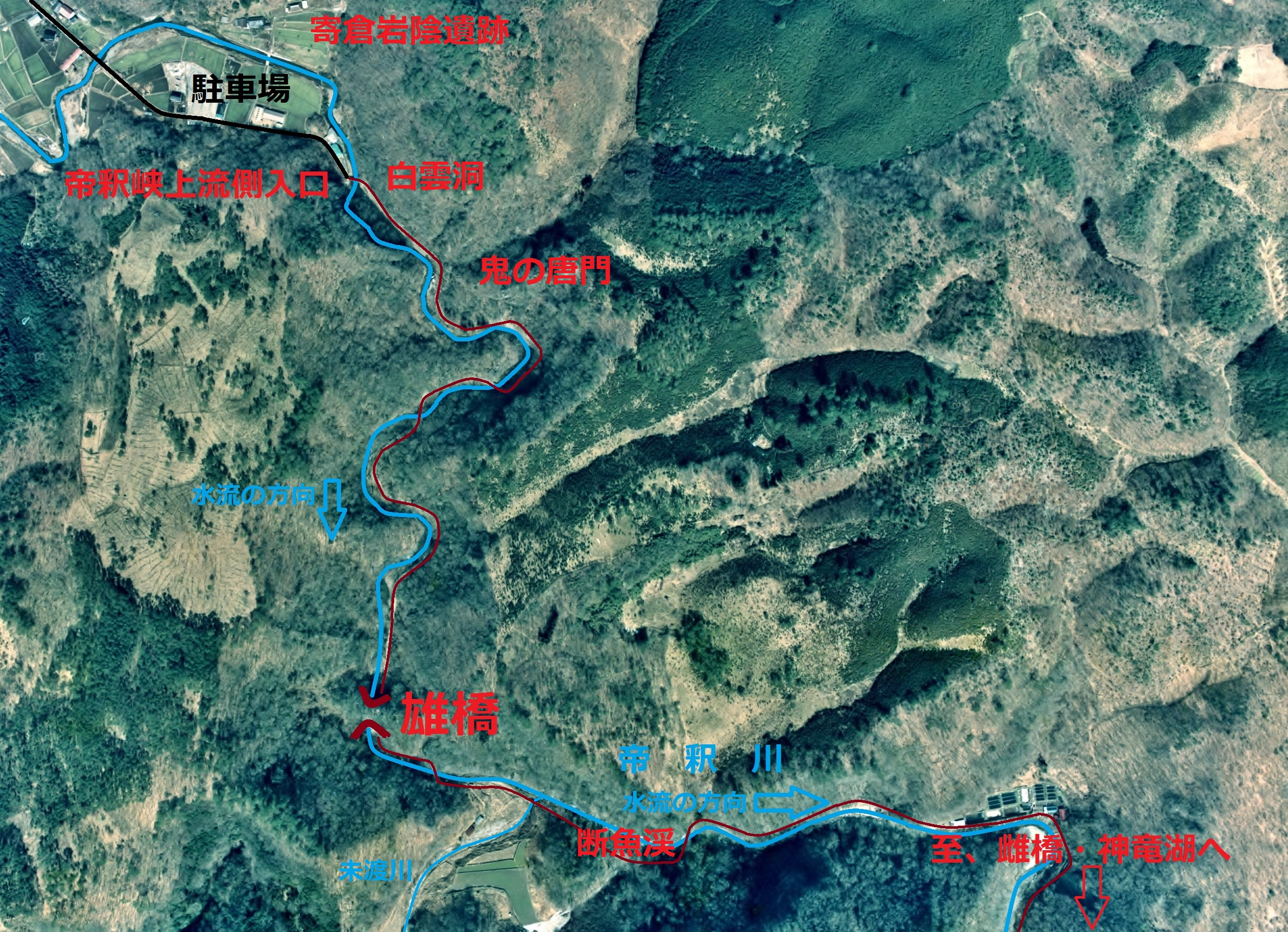
帝釈峡上流部エリアの空中写真（1974年撮影）

雄橋（おんばし）は広島県庄原市東城町の帝釈峡にある天然橋。比婆道後帝釈国定公園の一角を担う景勝地で、1987年（昭和62年）5月12日に国の天然記念物に指定された。
ここでは雄橋の下流にある雌橋（めんばし）についても解説する。

## 雄橋
広島県北東部の帝釈川中流域に広がるカルスト地形（石灰石台地）で、帝釈川の浸食作用によって形成された石灰石の天然橋。もともとは鍾乳洞であったものが、地底川の侵食の進行によって洞門が大きくなったことで天井部分が落盤し、一部分だけが橋状に残されたと考えられている。従って、雄橋の橋床部分がかつての帝釈川の川底であったところだと考えられている。台地の浸食が始まり橋が形成された時期は資料によってまちまちであるが、最近では第四紀の終わり、数十万年前以降とされている。
長さ90 m, 幅19 m, 高さ40 mの日本最大規模であり、下を流れる帝釈川の水面からは橋の裏側まで18 mの高さがある。チェコ共和国のプレビッシュトアー、アメリカ合衆国バージニア州ロックブリッジ郡のナチュラル・ブリッジとともに世界三大天然橋とされている。文政8年（1825年）の『芸藩通志』にも、雄橋が「神橋」（こうのはし）として紹介されている。また地域住民にとって雄橋は長く信仰の対象でもあった。橋の上は過去に実際に未渡地区と宇山地区の生活道として使用されていたことが遺残する古地図や石像から判明しており、馬や馬車も通行していた。周辺の道路整備によって雄橋の上の道は使われなくなり獣道となった。橋の上には円礫層も見つかっており、かつて帝釈川が現在の30-35m上の位置を流れていたとされる。
- 2000年帝釈峡観光協会が雄橋の特別記念物への格上げを目指す活動を始めた[10]。
- 2003年に帝釈観光振興協議会と東城町によってライトアップが開始されたが、「生態系に影響を及ぼす」として広島県が翌年以降の実施にストップをかけた[11]。
- 2011年5月豪雨によって雄橋西側の歩道の反対側の斜面が幅6m、高さ20mにわたり崩落し、一度地中の石灰岩も崩落した。県北部農林水産事務所は、観光客の安全のため調査を行った[12]。

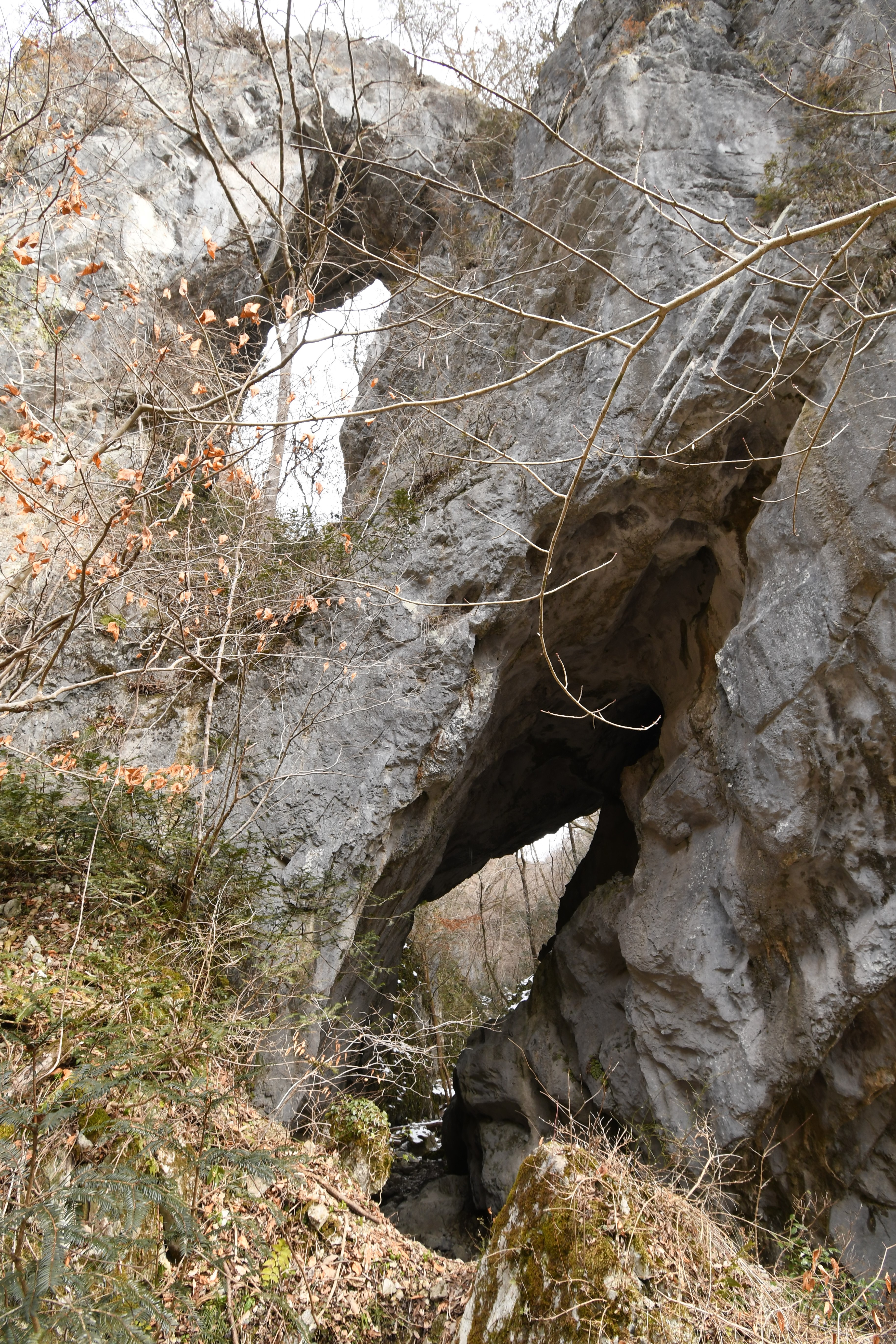
鬼の唐門・鬼の窓

付近に「鬼の唐門」という同様の形成行程の天然橋が存在し、下を歩いてくぐることができる。「鬼の唐門」の上側には「鬼の窓」と呼ばれる鍾乳洞跡を望むことができ、ともに帝釈川の支流によって形成されたと考えられている。

## 雌橋
少し下流には雌橋と呼ばれる天然橋がある。雄橋よりも小型であるが、雄橋と雌橋を題材にして2匹の鬼が橋を造ったとされる伝承民話も伝えられている。1924年に下流に帝釈川ダムが建設されると帝釈川の水位が上昇し、小石などの堆積が進行した。以前は雌橋も下を船で通過できるほどの高さがあったが、貯水池である神竜湖の満水時にはアーチ部分が水没するようになった。
1996年10月、雌橋の手前の遊歩道で石灰岩の露頭の崩落が多発したために通行止めとなった。これにより徒歩では観光することができなくなったが、付近には「素麺滝」・「屏風岩」などの観光名所も多いために町議員と付近住民らは遊歩道の復旧を願い、署名活動を行って広島県に働き掛けを行ったが、山岳部を経由する危険個所の迂回路が造られたのみに留まっている。従来ルートの本格的な復旧には12億円が必要とされ、広島県自然環境課では予算調達困難としている。そのため1996年以降は渇水期限定で、カヤックまたは観光船でしか雌橋を見ることはできない。

## アクセス
- 雄橋：中国自動車道 東城インターチェンジ より広島県道23号庄原東城線を10 kmで上帝釈駐車場に至る。駐車場から帝釈川に沿う遊歩道で徒歩30分程度。レンタサイクルも利用可能。
- 雌橋：帝釈峡・神竜湖からカヤックまたは小型船で1.8 km[18]。